# Liste des membres de l'Académie de Nîmes
Cet article présente la liste des membres résidants de l'Académie de Nîmes, depuis sa refondation en 1801.
Les divers sièges sont numérotés par convention (deux d'entre eux demeurent incomplets à ce jour). La date indiquée est celle de l'élection du membre.
Sauf précision, les 36 membres sont élus à vie.
| 1. 1802 : Henri Phélip 2. 1832 : Cincinnatus Fontaine 3. 1868 : Gaston Balmelle 4. 1895 : Gabriel Carrière 5. 1909 : Paul Bérenguier 6. 1911 : Eugène Margier 7. 1926 : Eugène Gimon 8. 1927 : Gustave Cabanès 9. 1935 : Marcel Gouron 10. 1952 : Jules Davé 11. 1981 : Robert Debant 12. 2015 : Michel Belin | 1. 1868 : Ernest Roussel 2. 1885 : Gustave Fabre 3. 1922 : Paul-Henri Bigot 4. 1933 : Paul Roché 5. 1944 : Marcel Rocher 6. 1949 : Max Vincent 7. 1961 : Guillaume Abauzit 8. 1972 : Émile Fabre 9. 1974 : Henri Chabrol 10. 1981 : Aimé Bonifas 11. 2010 : Jean-Pierre Gardelle 12. 2022 : Michel Jas | 1. 1801 : Jean Granier 2. 1809 : Joseph-Esprit Thomas de Lavernède 3. 1849 : Alexandre Rolland 4. 1850 : Jules Salles 5. 1901 : Ernest Dessaux 6. 1906 : Jules Poinso 7. 1911 : Pierre Guérin 8. 1919 : Charles Terrin 9. 1943 : Philippe Fauré-Fremiet 10. 1957 : Jean Sablou 11. 1976 : André Modeste 12. 1983 : Christiane Lassalle 13. 2019 : Michel Desplan | 1. 1801 : Claude Verdier 2. 1810 : Louis Dupré de Piermal 3. 1816 : Joseph-François Bonhomme 4. 1837 : Marie Dominique Auguste Sibour 5. 1840 : Jean-Pierre Privat 6. 1864 : Antoine Bigot 7. 1897 : Gérard Lavergne 8. 1948 : Max Hutter 9. 1964 : Robert Lafont 10. 1977 : Pierre Abauzit 11. 1984 : Marc Chausse 12. 2012 : Bernard Simon                                                                                                 | 1. 1801 : Jean-Marie Alison 2. 1812 : Joseph-Louis de Laboissière 3. 1833 : Émilien Frossard 4. 1850 : Alphonse Dumas 5. 1884 : Étienne Goiffon 6. 1902 : René Deloche 7. 1909 : Edmond Hugues 8. 1914 : Étienne Bouisson 9. 1917 : Albert Eloy-Vincent 10. 1947 : Henri Pertus 11. 1949 : Jean Paradis 12. 1986 : Georges Sapède 13. 2018 : Jean-François Blanchet                  | |
| 1. 1868 : Charles Lenthéric 2. 1898 : Michel Jouve 3. 1922 : Édouard Bret 4. 1930 : Jules Igolen 5. 1952 : Edgar Tailhades 6. 1987 : Jean Ménard 7. 2009 : Michèle Pallier | 1. 1801 : Laurent Solimani 2. 1820 : Samuel Vincent 3. 1838 : Ferdinand Girard 4. 1877 : Albin Michel 5. 1885 : Edgard de Balincourt 6. 1914 : Fernand de Vallavieille 7. 1928 : Henri de Valfons 8. 1950 : Clovis Cantaloube 9. 1965 : René Thibon 10. 1977 : René André 11. 1989 : Paul Maubon 12. 2014 : Dominique Prat | 1. 1801 : Gabriel-François de Brueys d'Aigalliers 2. 1807 : Jean-Pierre Bazille 3. 1819 : Joseph-Louis Crivelli 4. 1821 : Jean Vignaud 5. 1828 : Adolphe d'Espinassous 6. 1854 : Auguste Ollive-Meinadier 7. 1869 : Noël Gouazé 8. 1891 : Benoît Germain 9. 1907 : Félix Mazauric 10. 1919 : Albert Delon 11. 1934 : Roger Rouvière 12. 1947 : Jean Brunel 13. 1991 : Marcelle Viala 14. 2013 : Vanessa Ritter 15. 2023 : Jean-Luc Amalric                                     | 1. 1868 : Irénée Ginoux 2. 1888 : Alexandre Ducros 3. 1907 : Maximilien Raphel 4. 1947 : Paul Cabouat 5. 1981 : Jean-Charles Lheureux 6. 1992 : Charly-Sam Jallatte 7. 2013 : Pascal Trarieux | 1. 1801 : Henri Verdier de Lacoste 2. 1816 : Louis-Prosper d'Aldebert 3. 1838 : Jules Canonge 4. 1852 : Jacques Jouvin 5. 1858 : Gustave de Clausonne 6. 1873 : Ambroise de Grisy 7. 1877 : Ernest Delépine 8. 1892 : Fernand Bruneton 9. 1914 : Gustave Coste 10. 1934 : Marcel Coulon 11. 1959 : André Nadal 12. 1992 : Daniel-Jean Valade                                         | |
| 1. 1801 : Joseph Michel Antoine Servan 2. 1809 : Pierre Tédenat 3. 1818 : Benjamin Valz 4. 1837 : Émile Barre 5. 1842 : Benoît Bernard 6. 1852 : Auguste Aurès 7. 1889 : Paul Clauzel 8. 1918 : Jules Riboulet 9. 1920 : Joseph de Loye 10. 1944 : Louis d'Alauzier 11. 1952 : Paul Thoulouze 12. 1954 : Hilaire Enjoubert 13. 1961 : Jean Roger 14. 1993 : Hélène Deronne                                                                                | 1. 1868 : Émile Im-Thurn 2. 1885 : Georges Maurin 3. 1918 : Ferdinand Portal 4. 1942 : Charles Calemard 5. 1944 : Étienne Velay 6. 1968 : Joachim Durand 7. 1993 : Yvon Pradel 8. 2014 : Simone Mazauric | 1. 1801 : Joseph Diez Gergonne 2. 1818 : Agricol Liotard 3. 1860 : Louis Brétignière 4. 1864 : Edmond Courcière 5. 1872 : Léon Blanchard 6. 1873 : Marcellin Meynard-Auquier 7. 1883 : Alfred Torcapel 8. 1885 : Alfred Coustalet 9. 1894 : Gustave Barral 10. 1919 : Émile Espérandieu 11. 1940 : Henri Giran 12. 1946 : Élie Lauriol 13. 1947 : Antoinette Lavondès 14. 1866 : Roger Chastanier 15. 1973 : Maurice Aliger 16. 1994 : Roger Grossi 17. 2012 : Alain Penchinat | 1. 1801 : Jean-Baptiste Dubois de Jancigny 2. 1805 : François Dalphonse 3. 1812 : François-Joseph Gamon 4. François-Isidore de Ricard 5. 1818 : Charles Guillet 6. 1831 : Ferdinand Béchard 7. 1839 : Félix de Lafarelle 8. 1871 : Victor Faudon 9. 1894 : Jacques Rocafort 10. 1899 : Joseph Robin 11. 1919 : Henry Bauquier 12. 1954 : Henri Barnouin 13. 1969 : Félix Villeneuve 14. 1994 : Gilles Dervieux 15. 2008 : Alain Aventurier   | 1. 1868 : Eugène Brun 2. 1888 : Camille Mathéi de Valfons 3. 1907 : Georges de Pougnadoresse 4. 1919 : Pierre Costier 5. 1937 : Pierre Blanchard 6. 1953 : Georges Livet 7. 1964 : Édouard Drouot 8. 1995 : André Costabel 9. 2013 : Jean Matouk 10. 2022 : Luc Simula | |
| 1. 1801 : Jean-Baptiste Fournier 2. 1831 : Charles Vassas 3. 1855 : Dominique Deloche 4. 1871 : Jean Gaidan 5. 1884 : Auguste Grotz 6. 1905 : Alexis Marie Lahaye 7. 1914 : Alexis Convergne 8. 1919 : Gaston Romieu 9. 1934 : Don Sauveur Paganelli 10. 1962 : Claude Escholier 11. 1996 : Pascal Gouget 12. 2017 : Francine Cabane | 1. 1802 : Joseph Guérin 2. 1831 : Jacques Viviez 3. 1833 : Jean-Baptiste Roustan 4. 1837 : Dominique Deloche 5. 1850 : Charles-Julien Ignon 6. 1862 : Charles Liotard 7. 1894 : Félicien Allard 8. 1919 : Raymond de Villeperdrix 9. 1922 : Emmanuel Lacombe 10. 1966 : René Panet 11. 1996 : Charles Puech 12. 2024 : Mohammed Krabch | 1. 1868 : Fernand Verdier 2. 1899 : Léon Nadal 3. 1905 : Georges Fabre 4. 1911 : Salomon Kahn 5. 1931 : Louis Baillet 6. 1965 : Jean Douël 7. 1971 : Victor Lassalle 8. 1997 : Guilhem Fabre 9. 2023 : Véronique Blanc-Bijon | 1. 1868 : Eugène Quesnault des Rivières 2. 1879 : Henri Roussellier 3. 1884 : Marcellin Clavel 4. 1918 : Gustave Cabanès 5. 1924 : Hyacinthe Chobaut 6. 1928 : Paul Bonnet 7. 1942 : Jean Gibelin 8. 1961 : André Bernardy 9. 1987 : Pierre Clavel 10. 1997 : Jean-Marc Roger 11. 2012 : Jean-Louis Meunier | 1. 1801 : Jean-Julien Trélis 2. 1822 : Étienne Plagniol 3. 1873 : Édouard Maumenet 4. 1875 : Isaïe Brunel 5. 1877 : François Germer-Durand 6. 1879 : Félix Boyer 7. 1896 : Henri-Casimir Bertrand 8. 1905 : Joseph Bonnefoy 9. 1929 : Étienne Anthérieu 10. 1965 : Gabriel Gasque 11. 1968 : Maurice Auméras 12. 1980 : Guy Dupré 13. 1989 : Pierre Fabre 14. 1996 : Catherine Marès | |
| 1. 1803 : Jean Roman 2. 1818 : Charles Rey 3. 1854 : Jean-Casimir Bousquet 4. 1860 : Édouard Flouest 5. 1874 : Melchior Doze 6. 1913 : Fernand Roux 7. 1928 : Paul Gendronneau 8. 1943 : Aimé Flaugère 9. 1969 : Jacques Larmat 10. 1998 : Gabriel Audisio | 1. 1801 : Louis Maigre 2. 1824 : François Amalric 3. 1831 : Antoine-Hilaire-Henri Périé 4. 1839 : Augustin Pleindoux 5. 1868 : Léon Penchinat 6. 1882 : Joseph Simon 7. 1906 : Albert Hérisson 8. 1906 : Jules Reboul 9. 1908 : César Nicolas 10. 1913 : Louis Bascoul 11. 1924 : Joseph Lepage 12. 1945 : Marcel Bruyère 13. 1960 : François Homs 14. 1972 : Raymond Marchand 15. 1983 : Charles Fayolle 16. 1999 : Christian Salenson | 1. 1801 : Pierre Blachier 2. 1821 : Émile Teulon 3. 1832 : Auguste Valz 4. 1842 : Achille de Daunant 5. 1868 : Ernest Rédarès 6. 1876 : Oswald Dauphiné 7. 1876 : Paul Bonnard 8. 1878 : Victor Robert 9. 1913 : Arthur Maluski 10. 1918 : Paul Giran 11. 1930 : Gaston Bouzanquet 12. 1938 : Gaston Cadix 13. 1949 : Camille Lignières 14. 1984 : René Bosc 15. 2000 : Bernard Cavalier                                                                                       | 1. 1801 : Stanislas-Victor Grangent 2. 1837 : Ferdinand Fontanès 3. 1859 : Ariste Viguié 4. 1880 : Charles Dardier 5. 1893 : Lucius Enjalbert 6. 1906 : Albert Donnedieu de Vabres 7. 1911 : Élie Peyron 8. 1938 : Louis Antonin 9. 1957 : Paul Brunel 10. 1978 : Jean Lauret 11. 2001 : Henri Hugues 12. 2018 : Frédéric Abauzit | 1. 1868 : Anatole de Cabrières 2. 1873 : Léon Carcassonne 3. 1892 : Théodore Picard 4. 1893 : Edmond Falgairolle 5. 1896 : Pierre Delamare 6. 1937 : Max Nègre 7. 1947 : Hubert Rouger 8. 1959 : Éric Barde 9. 1963 : Élie Lauriol 10. 1981 : René Château 11. 2001 : Jacques Galtier, 12. 2018 : Olivier Abel 13. 2024 : Christophe Teissier                                        | |
| 1. 1801 : Jacques Vincens-Saint-Laurent 2. 1816 : Simon Durant 3. 1818 : Pierre Nicot 4. 1837 : Bernard Remacle 5. 1838 : Émile Teulon 6. 1877 : Ernest Louet 7. 1878 : Louis Michel-Jaffard 8. 1881 : Charles Sagnier 9. 1881 : Édouard Bondurand 10. 1905 : Armand Coulon 11. 1926 : Marcel Fabre 12. 1970 : Georges Martin 13. 1981 : Paul Blanc 14. 1985 : Lucien Simon 15. 2001 : Jacques Lévy 16. 2011 : Robert Chamboredon 17. 2015 : Pierre Mutin | 1. 1801 : Charles-François de Trinquelague 2. 1808 : Alphonse de Seynes 3. 1845 : Simon Durant 4. 1852 : Ferdinand Walsin-Esterházy 5. 1855 : Michel Moriau 6. 1865 : Pierre-Émile Gaspard 7. 1869 : Albert Puech 8. 1894 : Fernand Daudet 9. 1909 : Jean Bosc 10. 1960 : Franck Rouvière 11. 1963 : Raoul Lhermet 12. 1972 : Alice Fermaud 13. 1988 : Janine Reinaud 14. 2002 : Monique Kuntz 15. 2018 : Nicolas Cadène | 1. 1801 : Augustin Cavalier 2. 1837 : Casimir-Antoine Martin 3. 1853 : Eugène Germer-Durand 4. 1880 : Albin de Montvaillant 5. 1895 : Gaston Maruéjol 6. 1912 : Charles L'Hopital 7. 1919 : Francisque Greif 8. 1930 : Louis Aillaud 9. 1936 : Fernand Dubesset 10. 1943 : Henri Huc 11. 1961 : André Modeste 12. 1965 : Lucien Frainaud 13. 2003 : Antoine Bruguerolle | 1. 1849 : Philippe Boileau de Castelnau 2. 1873 : Eugène Bolze 3. 1894 : Émile Reinaud 4. 1925 : Maurice Méric 5. 1936 : Jacques Sagnier 6. 1945 : André Dupont 7. 1973 : Aimé Vielzeuf 8. 1997 : Bernard Mounier 9. 2017 : Didier Travier | 1. 1801 : Louis Aubanel 2. 1831 : Michel Moriau 3. 1832 : Léonce Maurin 4. 1849 : Louis Pagézy 5. 1871 : Gustave Pelon 6. 1883 : Élie Mazel 7. 1918 : Fortuné Mazel 8. 1932 : Alphonse d'Éverlange 9. 1943 : Charles Des Guerrois 10. 1964 : Octave Hugues 11. 1969 : Robert du Colombier 12. 1975: Marcel Fontaine 13. 1995 : Noël Cannat 14. 2004 : Micheline Poujoulat            | |
| 1. 1805 : Louis-Antoine Donzel 2. 1832 : Eugène Abric 3. 1869 : Charles Dombre 4. 1887 : Achille Bardon 5. 1900 : Jules Gal 6. 1908 : Louis Trial 7. 1927 : Georges Fayot 8. 1940 : Émile Coste 9. 1941 : Henri Trial 10. 1947 : Henri Seston 11. 1983 : Christian Liger 12. 2004 : Brigitte Maurin 13. 2022 : Sylvie Franchet d'Espèrey | 1. 1802 : Jean-Jacques Baron 2. 1818 : Jean Simil 3. 1830 : Gaston Goirand de La Baume 4. 1874 : Auguste Bosc 5. 1877 : Ernest Sabatier 6. 1882 : Henri Dautheville 7. 1898 : Frédéric Béchard 8. 1881 : Maurice Reynaud 9. 1894 : François Durand 10. 1918 : Timothée Falgueyrette 11. 1920 : Jean-Honoré Brunel 12. 1926 : Étienne Bouisson 13. 1941 : Henri Sauveplane 14. 1942 : Noël Sollier 15. 1947 : Bernard de Montaut-Manse 16. 1957 : Gustave Lafage 17. 1967 : Léon Fosse 18. 1981 : Michel Grollemund 19. 1988 : Jean Goujon 20. 2005 : Bernard Fontaine 21. 2023 : Tu-Anh Tran | 1. 1801 : Auguste de Clausonne 2. 1827 : Pierre Nicot 3. 1865 : Édouard Tribes 4. 1889 : Jacques Magnen 5. 1893 : Jules Julien 6. 1908 : Gustave Contestin 7. 1918 : Jean d'Entraigues 8. 1926 : Bernard Latzarus 9. 1952 : Henri de Régis 10. 1991 : Paul Tempier 11. 2006 : Pierre Marès | 1. 1801 : Charles-Étienne Durand 2. 1833 : Frédéric Vinard 3. 1849 : Philippe Hedde 4. 1858 : Léonce Curnier 5. 1863 : Henri Révoil 6. 1892 : Léonce de Castelnau 7. 1905 : Jules Puech 8. 1925 : Pierre-Émile Nayral Martin de Bourgon 9. 1952 : Xavier de Balincourt 10. 1984 : Marcel Decremps (de) 11. 1989 : André Galy 12. 2000 : Fernand Lamarque 13. 2003 : Pierre-Marie Michel 14. 2007 : René Chabert 15. 2024 : Christophe Orliac | 1. 1816 : Charles de Bernard 2. 1819 : Jean-François Thourel 3. 1836 : Philippe Eyssette 4. 1853 : Gaston Boissier 5. 1857 : Pierre Azaïs 6. 1878 : Camille Ferry 7. 1911 : Albert Durand 8. 1927 : Camille Chabot 9. 1955 : Pierre Hugues 10. 1987 : Robert Dalverny 11. 2007 : Bernard Fougères                                                                                    | 1. 1801 : Dominique Fornier de Valaurie 2. 1811 : Sigismond Descole 3. 1820 : Charles Ogé Barbaroux 4. 1829 : Auguste Pelet 5. 1865 : Émile Causse 6. 1875 : René Deloche 7. 1882 : Philippe Vigne 8. 1883 : Amédée Villard 9. 1889 : Armand Bory 10. 1891 : Louis Estève 11. 1895 : Clodomir Delfour 12. 1913 : Maurice Reynaud 13. 1955 : Jean Thérond 14. 1987 : Louis Durteste 15. 2007 : Hubert Emmery |